# Anthreptes longuemarei
Anthreptes longuemarei, popularmente conhecido como beija-flor-violetaPT ou nectarínia-de-manto-violeta,é uma espécie de ave da família Nectariniidae.
Pode ser encontrada nos seguintes países: Angola, Benin, Burkina Faso, Burundi, Camarões, República Centro-Africana, Chade, República do Congo, República Democrática do Congo, Costa do Marfim, Gabão, Gambia, Gana, Guiné, Guiné-Bissau, Quénia, Malawi, Mali, Moçambique, Nigéria, Senegal, Serra Leoa, Sudão, Tanzânia, Togo, Uganda, Zâmbia e Zimbabwe.